# Аппер-Марлборо
Аппер-Марлборо (англ. Upper Marlboro) — город и административный центр округа Принс-Джорджес в штате Мэриленд в Соединённых Штатах Америки.
Согласно данным переписи населения США 2020 года число жителей города 
составляло 652 человека, хотя большой одноимённый район охватывает значительную территорию за пределами города и имеет на порядки большее число жителей. Аппер-Марлборо — самый малонаселённый город штата из тех, что являются столицами округов.

## История
Поселение было основано в 1706 году как «Мальборо-Таун» (англ. Marlborough Town) в честь Джона Черчилля, 1-го герцога Мальборо, чей геральдический герб изображен на городской символике. Позднее он был переименован в «Верхний Мальборо» (англ. Upper Marlborough). В конце XIX века, не без участия почтовой службы США, название города изменилось на «Upper Marlboro», которое сохранилось и по сей день.

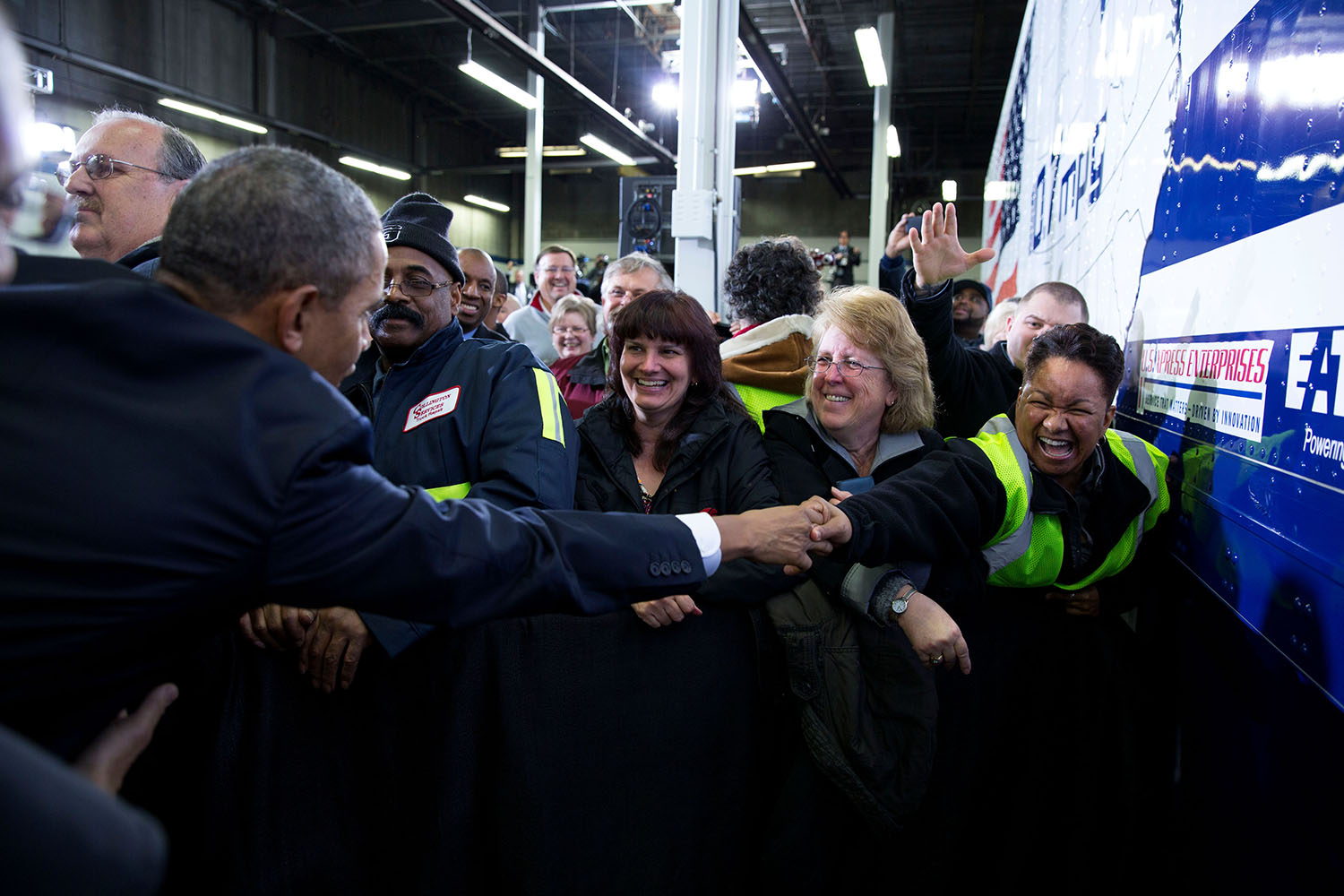
Президент США Барак Обама в городе Аппер-Марлборо (2014)

В 1814 году, в ходе Англо-американской войны, город был захвачен британскими войсками под командованием генерал-майора Роберта Росса и контр-адмирала Джорджа Кокберна во время кампании, предшествовавшей битве при Бладенсберге и сожжению Вашингтона.
С момента своего первоначального замысла город сильно изменился. Сперва он процветал как портовый город для торговли табаком, но расчистка и возделывание земли для сельского хозяйства привели к эрозии почв в этом районе. С годами эта эрозия вызвала отложение осадка, в результате чего поля табака, которые когда-то доминировали в этом районе, были преобразованы в жилые комплексы, а количество ферм с каждым годом неуклонно сокращается.
18 февраля 2014 года город посетил Барак Обама, а 4 февраля 2022 года, в разгар пандемии короновируса, здесь побывал Джо Байден.

## География
По данным Бюро переписи населения США, общая площадь города составляет 0,43 квадратных миль (1,11 км2), из которых 0,40 квадратных миль (1,04 км2) приходится на сушу, а 0,03 квадратных мили (0,08 км2) — на водную поверхность
.